# 筑波山千寺川砂防堰堤群

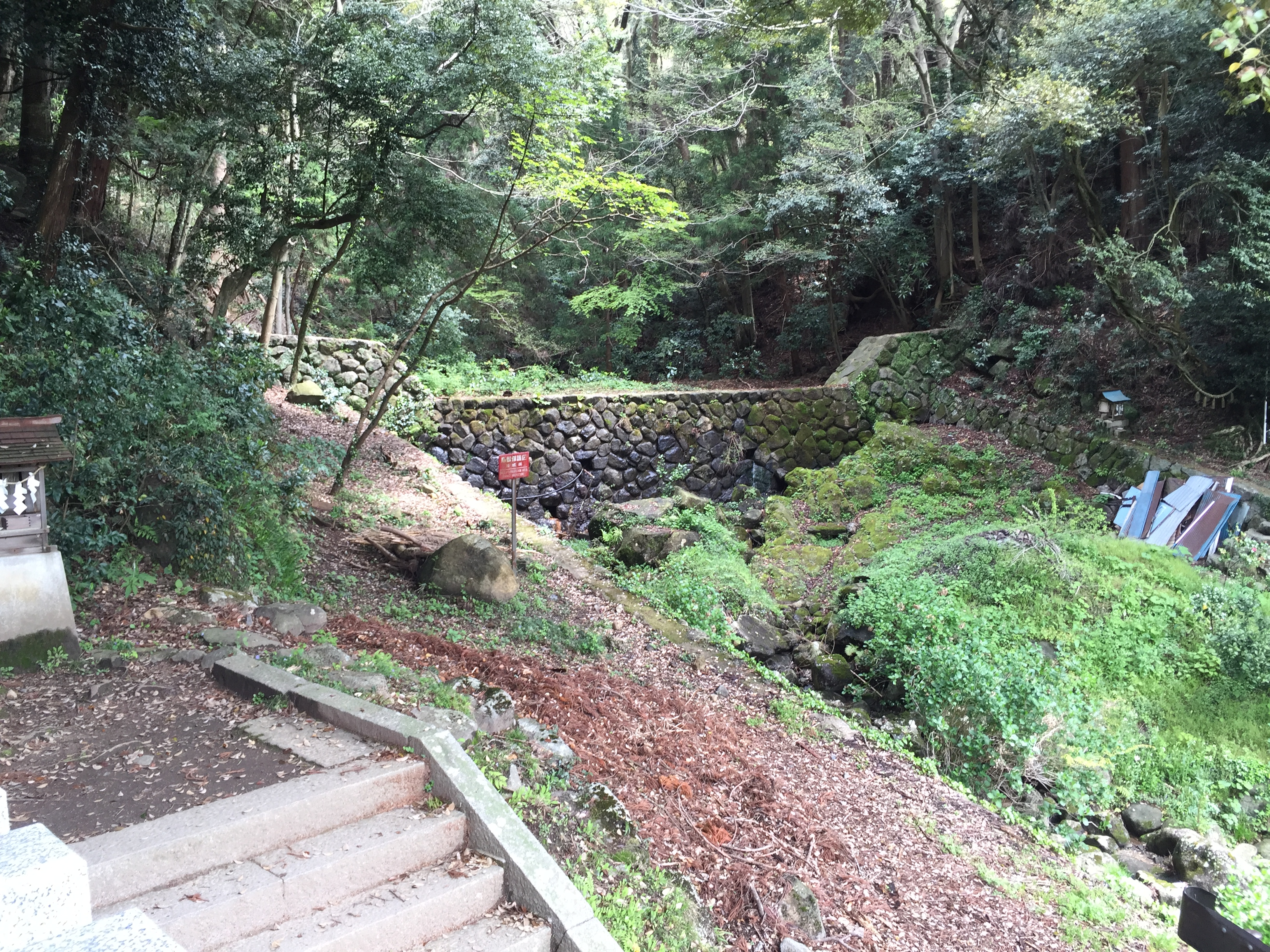
筑波山千寺川砂防堰堤群

筑波山千寺川砂防堰堤群（つくばさんせんじゅがわさぼうえんていぐん）は、茨城県つくば市筑波の、筑波山神社に隣接する千寺川に施工された24基の石積みの砂防堰堤である。
1938年（昭和13年）に千寺川にて発生した土石流災害を機に、茨城県における最初の本格的砂防事業として、1939年（昭和14年）から1943年（昭和18年）に整備された。土石流から筑波山神社や門前町を守り続けており、石積みの趣きのある景観を醸し出し、当時の土木技術を後世に伝える貴重な構造物と評価され、平成23年度土木学会選奨土木遺産に認定された。